# Warren (condado de Worcester)
Warren es un lugar designado por el censo ubicado en el condado de Worcester en el estado estadounidense de Massachusetts. En el Censo de 2010 tenía una población de 1.405 habitantes y una densidad poblacional de 420,85 personas por km².

## Geografía
Warren se encuentra ubicado en las coordenadas 42°13′6″N 72°11′8″O / 42.21833, -72.18556. Según la Oficina del Censo de los Estados Unidos, Warren tiene una superficie total de 3.34 km², de la cual 3.3 km² corresponden a tierra firme y (1.16%) 0.04 km² es agua.

## Demografía
Según el censo de 2010, había 1.405 personas residiendo en Warren. La densidad de población era de 420,85 hab./km². De los 1.405 habitantes, Warren estaba compuesto por el 96.8% blancos, el 0.64% eran afroamericanos, el 0% eran amerindios, el 0% eran asiáticos, el 0.07% eran isleños del Pacífico, el 0.5% eran de otras razas y el 1.99% pertenecían a dos o más razas. Del total de la población el 2.49% eran hispanos o latinos de cualquier raza.